# ماريا خوسيه بورتيو راميريز
ماريا خوسيه بورتيو راميريز (بالإسبانية: María José Portillo Ramírez)‏ هي لاعب كرة مضرب مكسيكية، ولدت في 8 مايو 1999.

## وصلات خارجية
- ماريا خوسيه بورتيو راميريز على موقع رابطة محترفات التنس (الإنجليزية)
- ماريا خوسيه بورتيو راميريز على موقع الاتحاد الدولي لكرة المضرب (الإنجليزية)
- ماريا خوسيه بورتيو راميريز على موقع كأس بيلي جين كينغ (الإنجليزية)
- ماريا خوسيه بورتيو راميريز على موقع خلاصة التنس.كوم (الإنجليزية)